# Folland Fo.108
Folland Fo.108 còn gọi là Folland 43/37 và biệt danh là Folland Frightful, là một loại máy bay dùng để thử nghiệm động cơ trong thập niên 1940.

## Tính năng kỹ chiến thuật (động cơ Centaurus)
Đặc điểm tổng quát
- Kíp lái: 1
- Sức chứa: 2 người quan sát
- Chiều dài: 43 ft 6 in (13,26 m)
- Sải cánh: 58 ft (17,68 m)
- Chiều cao: 16 ft 3 in (4,95 m)
- Diện tích cánh: 588 sq ft (54,7 m2)
- Trọng lượng có tải: 16.000 lb (7.260 kg)
- Động cơ: 1 × Bristol Centaurus,  ()

 Hiệu suất bay 
- Vận tốc cực đại: 292 mph (470 km/h)
- Vận tốc hành trình: 267 mph (430 km/h)